# Chip (Rapper)

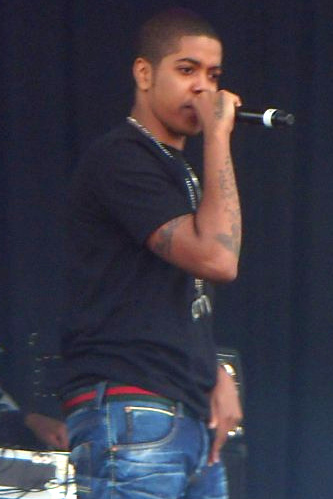
Chip (2011)

Chip (* 26. November 1990; richtiger Name Jamal Noel Fyffe), früher Chipmunk, ist ein britischer Grime-Rapper.

## Karriere
Bereits mit 15 Jahren machte sich Chipmunk, der aus Tottenham im Norden Londons stammt, als Freestyler einen Namen, nahm seine ersten Mixtapes auf und verkaufte selbstproduzierte CDs. Als der Grime-Rapper und Produzent Wiley auf ihn aufmerksam wurde, entstand mit seiner Unterstützung das professionell produzierte Mixtape League of My Own, was ihm den ersten Durchbruch brachte. 2008 wurde er bei den MOBO Awards und den Urban Music Awards als bester Newcomer ausgezeichnet, sogar in den USA bekam er eine Nominierung für einen BET Award als Rapper.
Im Jahr darauf unterschrieb Chipmunk bei Sony Columbia und hatte seinen ersten Single-Erfolg mit Chip Diddy Chip, der auf Platz 21 der britischen Charts landete. Seine Beteiligung an Ironiks Neuaufnahme von Elton Johns Tiny Dancer brachte ihn kurz darauf in vordere Chartregionen und verschaffte ihm zusätzliche Bekanntheit. Mit Diamond Rings zusammen mit der Sängerin Emeli Sandé hatte er dann im Juli 2009 seinen ersten eigenen Top-10-Hit und drei Monate später schaffte er mit Oopsy Daisy sogar den Sprung auf Platz 1 der britischen Charts. Diese Single war der Vorläufer zu seinem Debütalbum I Am Chipmunk, das in der Woche darauf auf Platz 2 der Albumcharts einstieg.
Sein Song Champion konnte sich in Großbritannien über 380.000 Mal digital verkaufen.
Seit Januar 2012 nennt er sich nur noch Chip.

## Diskografie

### Studioalben
| Jahr | Titel               | Höchstplatzierung, Gesamtwochen, AuszeichnungChartsChartplatzierungen (Jahr, Titel, Platzierungen, Wochen, Auszeichnungen, Anmerkungen) | Anmerkungen                                        |
| Jahr | Titel               | UK | Anmerkungen                                        |
| ---- | ------------------- | --- | -------------------------------------------------- |
| 2009 | I Am Chipmunk       | UK2 Gold · (23 Wo.)UK | Erstveröffentlichung: 9. Oktober 2009 als Chipmunk |
| 2011 | Transition          | UK10 (4 Wo.)UK | Erstveröffentlichung: 15. April 2011 als Chipmunk  |
| 2017 | League of My Own II | UK12 (3 Wo.)UK | Erstveröffentlichung: 10. August 2017              |
| 2018 | Ten10               | UK17 (2 Wo.)UK | Erstveröffentlichung: 21. September 2018           |

### Kollaboalben
| Jahr | Titel    | Höchstplatzierung, Gesamtwochen, AuszeichnungChartsChartplatzierungen (Jahr, Titel, Platzierungen, Wochen, Auszeichnungen, Anmerkungen) | Anmerkungen                                                |
| Jahr | Titel    | UK | Anmerkungen                                                |
| ---- | -------- | --- | ---------------------------------------------------------- |
| 2020 | Insomnia | UK3 Silber · (5 Wo.)UK | Erstveröffentlichung: 27. März 2020 mit Skepta & Young Adz |

### EPs
| Jahr | Titel    | Höchstplatzierung, Gesamtwochen, AuszeichnungChartsChartplatzierungen (Jahr, Titel, Platzierungen, Wochen, Auszeichnungen, Anmerkungen) | Anmerkungen                           |
| Jahr | Titel    | UK | Anmerkungen                           |
| ---- | -------- | --- | ------------------------------------- |
| 2016 | Power Up | UK43 (1 Wo.)UK | Erstveröffentlichung: 26. August 2016 |

Weitere EPs
- 2015: Believe & Achieve: Episode 1
- 2015: Light Work
- 2015: Believe & Achieve: Episode 2

### Mixtapes
| Jahr | Titel            | Höchstplatzierung, Gesamtwochen, AuszeichnungChartsChartplatzierungen (Jahr, Titel, Platzierungen, Wochen, Auszeichnungen, Anmerkungen) | Anmerkungen                           |
| Jahr | Titel            | UK | Anmerkungen                           |
| ---- | ---------------- | --- | ------------------------------------- |
| 2021 | Snakes & Ladders | UK7 (2 Wo.)UK | Erstveröffentlichung: 29. Januar 2021 |

Weitere Mixtapes
- 2007: League of My Own
- 2009: Guess Who
- 2012: London Boy

### Singles als Leadmusiker
| Jahr | Titel Album                       | Höchstplatzierung, Gesamtwochen, AuszeichnungChartplatzierungen (Jahr, Titel, Album, Platzierungen, Wochen, Auszeichnungen, Anmerkungen) | Höchstplatzierung, Gesamtwochen, AuszeichnungChartplatzierungen (Jahr, Titel, Album, Platzierungen, Wochen, Auszeichnungen, Anmerkungen) | Anmerkungen                                                                                            |
| Jahr | Titel Album                       | DE | UK | Anmerkungen                                                                                            |
| --- | --------------------------------- | --- | --- | --- |
| 2009 | Chip Diddy Chip I Am Chipmunk     | — | UK21 (8 Wo.)UK | Erstveröffentlichung: 2. März 2009                                                                     |
| 2009 | Diamond Rings I Am Chipmunk       | — | UK6 Silber · (16 Wo.)UK | Erstveröffentlichung: 6. Juli 2009 feat. Emeli Sandé                                                   |
| 2009 | Oopsy Daisy I Am Chipmunk         | DE46 (8 Wo.)DE | UK1 Platin · (19 Wo.)UK | Erstveröffentlichung: 2. Oktober 2009 feat. Dayo Olatunji Charteinstieg DE: 2010                       |
| 2009 | Lose My Life I Am Chipmunk        | — | UK77 (1 Wo.)UK | Erstveröffentlichung: 2009 feat. N-Dubz                                                                |
| 2009 | Look for Me I Am Chipmunk         | — | UK7 Silber · (18 Wo.)UK | Erstveröffentlichung: 22. November 2009 feat. Talay Riley                                              |
| 2010 | Until You Were Gone I Am Chipmunk | — | UK3 Silber · (10 Wo.)UK | Erstveröffentlichung: 16. April 2010 feat. Esmée Denters                                               |
| 2010 | Flying High Transition            | — | UK72 (3 Wo.)UK | Erstveröffentlichung: 12. November 2010                                                                |
| 2011 | Champion Transition               | — | UK2 Platin · (20 Wo.)UK | Erstveröffentlichung: 6. Februar 2011 feat. Chris Brown                                                |
| 2011 | In the Air Transition             | — | UK37 (5 Wo.)UK | Erstveröffentlichung: 13. März 2011 feat. Keri Hilson                                                  |
| 2011 | Take Off Transition               | — | UK84 (4 Wo.)UK | Erstveröffentlichung: 15. Juli 2011 feat. Trey Songz                                                   |
| 2018 | CRB Check Ten10                   | — | UK43 Silber · (6 Wo.)UK | Erstveröffentlichung: 2018 feat. Not3s                                                                 |
| 2018 | Wondering –                       | — | UK91 (1 Wo.)UK | Erstveröffentlichung: 2018 mit M.O                                                                     |
| 2019 | How It Is –                       | — | UK18 Silber · (9 Wo.)UK | Erstveröffentlichung: 28. Februar 2019 Verkäufe: + 200.000; mit Roddy Ricch & Yxng Bane feat. the Plug |
| 2020 | Waze Insomnia                     | — | UK18 (4 Wo.)UK | Erstveröffentlichung: 25. März 2020 mit Skepta & Young Adz                                             |
| 2020 | Mains Insomnia                    | — | UK32 (3 Wo.)UK | Erstveröffentlichung: 2020 mit Skepta & Young Adz                                                      |
| 2020 | Demons Insomnia                   | — | UK47 (1 Wo.)UK | Erstveröffentlichung: 2020 mit Skepta & Young Adz                                                      |
| 2020 | Flowers Snakes & Ladders          | — | UK46 (2 Wo.)UK | Erstveröffentlichung: 2020                                                                             |
| 2021 | Lumidee Snakes & Ladders          | — | UK49 (2 Wo.)UK | Erstveröffentlichung: 15. Januar 2021 feat. Young Adz & Young M.A                                      |
| Folgende Lieder erschienen nicht als Single, wurden aber durch das Album zum Download und Streaming bereitgestellt und konnten somit eine Platzierung erlangen: |                                   | | | |
| |                                   | | | |
| 2021 | Grown Flex Snakes & Ladders       | — | UK63 (2 Wo.)UK | Charteinstieg: 5. Februar 2021 feat. Bugzy Malone                                                      |

Weitere Singles
- 2008: Beast (feat. Loick Essien)
- 2014: I’m Fine (feat. Stormzy & Shalo)
- 2015: School of Grime (feat. D Double E & Jammer)
- 2015: Coward (UK: Gold)
- 2015: Feeling Myself (feat. Kano & Wretch 32)
- 2015: Hear Dis (feat. Stormzy)
- 2016: Can’t Run Out of Bars
- 2017: Gets Like That (feat. Ghetts)
- 2017: Honestly (feat. 67)

### Singles als Gastmusiker
| Jahr | Titel Album                                            | Höchstplatzierung, Gesamtwochen, AuszeichnungChartsChartplatzierungen (Jahr, Titel, Album, Platzierungen, Wochen, Auszeichnungen, Anmerkungen) | Anmerkungen |
| Jahr | Titel Album                                            | UK | Anmerkungen |
| ---- | ------------------------------------------------------ | --- | --- |
| 2009 | Tiny Dancer (Hold Me Closer) No Point in Wasting Tears | UK3 Silber · (18 Wo.)UK | Erstveröffentlichung: 27. April 2009 Ironik feat. Chipmunk & Elton John                                                       |
| 2010 | Number One Enemy Daisy Dares You                       | UK13 (6 Wo.)UK | Erstveröffentlichung: 1. März 2010 Daisy Dares You feat. Chipmunk                                                             |
| 2010 | Game Over Third Strike                                 | UK22 Silber · (10 Wo.)UK | Erstveröffentlichung: 15. November 2010 Tinchy Stryder feat. Professor Green, Example, Giggs, Devlin, Tinie Tempah & Chipmunk |
| 2011 | Pow 2011 Best of Bizzle                                | UK33 (2 Wo.)UK | Erstveröffentlichung: 6. Februar 2011 Lethal Bizzle feat. Jme, Wiley, Chipmunk, Face, P Money, Ghetts & Kano                  |
| 2011 | Teardrop We Are the Collective                         | UK24 (2 Wo.)UK | Erstveröffentlichung: 18. November 2011 als Teil von The Collective                                                           |
| 2013 | Reload The Ascent                                      | UK9 Silber · (8 Wo.)UK | Erstveröffentlichung: 15. Februar 2013 Wiley feat. Chip & Ms D                                                                |
| 2016 | Corn on the Curb Konnichiwa                            | UK73 (1 Wo.)UK | Erstveröffentlichung: 2016 Skepta feat. Wiley & Chip                                                                          |
| 2018 | Genes –                                                | UK90 (2 Wo.)UK | Erstveröffentlichung: 2018 SL feat. Chip                                                                                      |
| 2018 | Jumpy (Remix) The Ascent                               | UK81 Silber · (4 Wo.)UK | Erstveröffentlichung: 2018 Ambush Buzzworl feat. Skepta & Chip                                                                |
| 2021 | Notorious The Resurrection                             | UK30 (5 Wo.)UK | Erstveröffentlichung: 7. Januar 2021 Bugzy Malone feat. Chip                                                                  |